# Piast Nowa Ruda
Piast Nowa Ruda – piłkarski klub sportowy z siedzibą w Nowej Rudzie powołany dnia 11 lipca 1946 roku jako Klub Sportowy Kopalni Nowa Ruda, a następnie na Klub Sportowy Węglowiec, a w roku 1949 na Klub Sportowy Górnik Nowa Ruda. W 1955 roku doszło do połączenia Górnika Nowa Ruda z Włókniarzem Nowa Ruda i powstał Związkowy Klub Sportowy Piast Nowa Ruda.

## Historia
Historia klubu splata się z historią lokalnego górnictwa. Po wyzwoleniu powstały w Nowej Rudzie różne kluby sportowe, ale utrzymały się jedynie „Piast” Nowa Ruda i „Górnik” Słupiec. Na początku kluby te nazywały się inaczej: „Piast” występował jako Klub Sportowy kopalni „Nowa Ruda” zmienił nazwę na KS „Węglowiec”, a więc w 1949 roku na KS „Górnik” Nowa Ruda, a w roku  1955 roku nastąpiła fuzja dwóch działających na terenie Nowej Rudy klubów sportowych, tj. „Górnika” Nowa Ruda i „Włókniarza” Nowa Ruda. Połączony klub przyjął nazwę Związkowy Klub Sportowy „Piast” Nowa Ruda. Pod tą nazwą klub uzyskał w 1957 roku osobowość prawną. Klub Sportowy kopalni „Jan” w Słupcu, po rozłączeniu kopalni, zmienił nazwę na Zakładowy Klub Sportowy „Górnik” Słupiec i pod tą nazwą także uzyskał w 1958 roku osobowość prawną. Ostatnia zmiana o charakterze organizacyjnym nastąpiła w 1972 roku. Po decyzji Ministra Górnictwa i Energetyki o połączeniu kopalń „Nowa Ruda” i „Słupiec” w jedną kopalnię – KWK „Nowa Ruda” – doszło do połączenia działającego przy tych kopalniach klubów. Powstał wówczas jeden zintegrowany klub, który przyjął nazwę: Górniczy Klub Sportowy „Piast” Nowa Ruda.
W 2022 roku klub obchodził 75-lecie swojego istnienia; z tej okazji 3 grudnia 2022 rozegrał jubileuszowe spotkanie z występującym w Ekstraklasie Śląskiem Wrocław (przegrał 0:8).

## Największe sukcesy
- W 1953 roku pierwsza drużyna „Piasta” zdobyła mistrzostwo klasy „B” i awans do klasy „A”. Wyczyn ten piłkarze skopiowali w roku następnym, zdobywając mistrzostwo klasy „A” i awans do ówczesnej ligi międzywojewódzkiej wrocławsko – opolskiej.
- W sezonie 1956/57 „Piast” zdobył mistrzostwo Dolnego Śląska i zakwalifikował się do rozgrywek eliminacyjnych o wejście do II ligi, a następnie po zwycięskim spotkaniu eliminacyjnym z Warmią Olsztyn, piłkarze „Piasta” po raz pierwszy awansowaŁ do II ligi.

Awans ten wywalczyli piłkarze: Czesław Gabriel, Zygmunt Bąk, Karol Zaczek, Stanisław Walczyk, Bartłomiej Książek, Józef Książek, Ireneusz Cecot, Lucjan Gojny, Alfred Grobelny, Stanisław Szymura, Edward Kaleta i Henryk Kajdański. Trenerem drużyny był Emil Czyżowski, kierownikiem drużyny – Józef Plajstyk, a prezesem klubu – Stanisław Polak.
- W 1964 roku drużyna juniorów zdobywa mistrzostwo Dolnego Śląska i jako reprezentant tego regionu kwalifikuje się do rozgrywek o mistrzostwo Polski juniorów.
- W 1968 roku klub został mistrzem okręgu wrocławskiego i awansował do III ligi w grupie województw: katowickiego, opolskiego, zielonogórskiego i wrocławskiego.
- W roku 1972, po fuzji „Piasta” z „Górnikiem”, wyselekcjonowany zespół piłkarski „Piasta” występujący w lidze okręgowej, zdobył w sezonie 1972/1973 mistrzostwo Dolnego Śląska, ale na skutek reorganizacji piłkarstwa w skali kraju – awansu nie uzyskał.
- W sezonie 1975/1976 piłkarze „Piasta” ponownie zdobyli mistrzostwo ligi okręgowej i uzyskali prawo udziału w rozgrywkach eliminacyjnych o wejście do II Ligi.
- W rozgrywkach Pucharu Polski w sezonie 1978/79 zespół awansował do 1/16 finału, gdzie uległ 0:1 późniejszemu triumfatorowi, Arce Gdynia[4].
- W roku 1984 klub awansował do III ligi. Sezon 1984/1985 drużyna ukończyła na 8 pozycji, walcząc prawie do końca o utrzymanie się w II lidze.  W rozgrywkach Pucharu Polski 1984/85 zespół doszedł do 1/8 finału, gdzie uległ 0:3 późniejszemu triumfatorowi, Widzewowi Łódź[4].
- W sezonie 1985/1986 drużyna „Piasta” zapewniła sobie mistrzostwo III ligi i uzyskała po raz drugi w historii klubu awans do II ligi.

## Stadion oraz władze klubu
- Barwy: Zielony - Biały - Czarny
- Adres: Sportowa 1, 57-400 Nowa Ruda
- Pojemność stadionu: 3.500 miejsc (2.000 siedzących) / oświetlenie - brak/boisko - 105 m x 65 m

## Sukcesy
Sukcesy w II lidze:
- 3. miejsce w II lidze w sezonie 1987/1988

Sukcesy w III lidze:
- 1. miejsce w III lidze w sezonie 1985/1986
- 3. miejsce w III lidze w sezonie 1989/1990
- 4. miejsce w III lidze w sezonie 1991/1992
- 5. miejsce w III lidze w sezonie 1992/1993
- 10. miejsce w III lidze w sezonie 1993/1994
- 9. miejsce w III lidze w sezonie 1994/1995
- 9. miejsce w III lidze w sezonie 1995/1996
- 17. miejsce w III lidze w sezonie 1996/1997

Puchar Polski
- 1/8 Pucharu Polski w sezonie 1984/1985